# Tabukiniberu
Tabukiniberu – miasto w Kiribati; 1 900 mieszkańców (2006). Przemysł spożywczy, ośrodek turystyczny.